# Александър Дюма-баща
Александър Дюма-баща (на френски: Alexandre Dumas, père) (24 юли 1802 – 5 декември 1870 г.) е френски писател – романист. Той е прочут най-вече с множеството си исторически и приключенски романи, благодарение на които е един от най-четените френски писатели в света. Освен романи Дюма пише пиеси и е редовен дописник в редица списания.

## Произход и младост
Александър Дюма е роден на 24 юли 1802 г. в град Вийер Котре, департамент Ен, Франция. Той е син на Томас-Александър Дюма – френски генерал, и Мария-Луиза Елисавета Лабуре – дъщеря на гостилничар. Баща му е син на маркиз Александър-Антоан Дави дьо ла Пайетери, който е бил генерал на артилерията в една от френските колонии, и неговата чернокожа робиня Мария-Селест. Самият Александър Дюма е квартерон.
Генерал Дюма умира през 1806 г., когато Александър е едва четиригодишен, и оставя майка му с почти никакви средства. Въпреки че Мария-Луиза няма възможност да осигури скъпо образование за сина си, това не спира любовта на младия Александър към книгите и той чете всичко, до което успява да се добере.
Докато той расте, историите за делата на баща му под командването на Наполеон, които майка му му разказва, насочват живото въображение на Александър към приключения и герои. Въпреки бедността си, семейството все още има репутацията на генерал Дюма и връзки в реставрираната монархия. Благодарение на тях двадесетгодишният Александър се мести в Париж, където започва работа в Пале Роял като секретар на могъщия тогава Луи-Филип, орлеански херцог.

## Писателска кариера
Работейки в Париж, Дюма започва да пише статии и театрални пиеси. През 1829 г. неговата първа самостоятелна пиеса „Дворът на Анри III“ получава одобрението на широката публика. Следващата година втората му пиеса „Кристина“ става също толкова популярна, в резултат на което той може да си позволи да посвети цялото си време на писане.
През 1830 г. Дюма участва в Юлската революция, която сваля Шарл Х от престола и поставя на негово място бившия му работодател Луи-Филип. Вследствие на тази революция животът във Франция в периода 1830 – 1835 г. е труден, с чести бунтове от страна на републиканците и обеднелите граждани, които търсят промяна. Когато животът постепенно започва да се нормализира, икономиката да се подобрява и цензурата в пресата да намалява, Дюма вижда възможност отново да хване перото.
След редица успешни пиеси той обръща погледа си към романите. Въпреки че е любител на екстравагантния начин на живот и винаги харчи повече, отколкото изкарва, Дюма се оказва доста проницателен в сделките. През това време нараства търсенето на романи, излизащи на части, от страна на издателите на вестници и списания, така че през 1838 г. той просто пренаписва една от пиесите си и я продава под формата на такъв роман. „Капитан Пол“ води до откриването на писателска къща, която в крайна сметка издава стотици романи и разкази под редакцията на Дюма.
В периода 1839 – 1841 г. със съдействието на няколко свои приятели Дюма издава сборник с есета за известни престъпници и престъпления от европейската история, включващи материали за Беатрис Сенси, Борджиите, Карл Лудвиг Занд и Антоан Франсоа Десрю.
В съавторство с учителя си по фехтовка Огюстен Грисиер през 1840 г. Александър Дюма издава „Учителят по фехтовка“, разказ за събитията през Декемврийската революция в Русия. Впоследствие този роман бива забранен от цар Николай I, а Дюма бива обявен за персона нон грата в Русия до смъртта на царя. Грисиер е споменат с уважение в „Граф Монте Кристо“ и „Братята корсиканци“, а също и в мемоарите на Дюма.
През 1840 г. Дюма сключва брак с актрисата Ида Ферие, но в същото време продължава да поддържа романтични връзки с други жени. Вследствие на това той става баща на поне три извънбрачни деца. Едно от тези деца, син, кръстен на него, продължава по стъпките на баща си и също става известен писател и драматург. За да разграничава единия от другия, обществото ги кръщава Александър Дюма-баща и Александър Дюма-син.
При създаването на своите творби Дюма използва помощта на много хора, от които може би най-известен е Огюст Маке. Именно Маке е този, който обрисува прототипа на „Граф Монте Кристо“, той има и значителен принос в „Тримата мускетари“ и продълженията, и някои от другите романи на Дюма. Докато работят заедно, Маке предлага сюжети, а Дюма добавя детайлите, диалозите и завършеците на историите.
Творбите донасят голямо богатство на Дюма, но той често е без пари и в дългове заради разточителния си начин на живот. Замъкът Шато „Монте Кристо“, който той строи, е непрекъснато пълен с непознати или бегли познати, които го използват заради щедростта му.
Когато Луи-Филип е свален, новоизбраният президент Наполеон III не гледа милостиво на Дюма. През 1851 г. писателят забягва в Брюксел и оттам заминава за Русия, където благодарение на творбите си е вече много популярен. В Русия Дюма прекарва две години и след това отива в Италия, където участва в борбата за обединение на кралството. В крайна сметка се завръща в Париж през 1864 г. Той умира във Франция на 5 декември 1870 г. в село Пюи (намиращо се в околностите на град Диеп) на 68-годишна възраст.

## Наши дни
Въпреки огромния си успех като писател и благородническото си потекло, смесената кръв на Дюма му влияе негативно през целия му живот. През 1843 г. той пише романа „Жорж“, в който обръща внимание на някои от проблемите на расовата дискриминация и ефектите на колониалната политика.
През юни 2005 г. за пръв път е публикуван новооткритият и незавършен роман „Рицарят от Сен Жермен“. Последните две глави са написани от Клод Шоп.

## Творби

### Белетристика
- Шарл VII и домовете на неговите васали (Charles VII chez ses grands vassaux), драма, адаптирана за операта Сарацинът от руския композитор Цезар Кюи
- Учителят по фехтовка (Le maître d'armes, 1840 г.)
- Лешникотрошачката (1844 г.): ревизия на приказката на Хофман, по-късно адаптиран от Чайковски за балет
- Серията за д'Артанян:
  - Тримата мускетари (Les Trois Mousquetaires, 1844 г.)
  - Двадесет години по-късно (Vingt Ans Après, 1845 г.)
  - Виконт Дьо Бражелон (Le Vicomte de Bragelonne, ou Dix ans plus tard, 1847 г.)
- Граф Монте Кристо (Le Comte de Monte-Cristo, 1845 – 1846 г.)
- Кавалерът Д'Армантал (Le chevailier d'Harmental, 1843 г.) по-късно опера на Андре Месаже
- Дъщерята на регента (Une fille du régent, 1845 г.)
- Двете Диани (Les Deux Diane, 1846 г.)
- Серията за Валоа:
  - Кралица Марго (La Reine Margot, 1845 г.)
  - Мадам Дьо Монсоро (La Dame de Monsoreau, 1846 г.)
  - Четиридесет и петимата (Les Quarante-Cinq, 1847 г.)
- Серията за Мария Антоанета:
  - Рицарят на Мезон Руж (Le Chevalier de Maison-Rouge, 1845 – 1846 г.)
  - Жозеф Балзамо (Joseph Balsamo, 1846 – 1848 г.) (още известна като „Калиостро“)
  - Колието на кралицата (Le Collier de la reine, 1849 – 1850 г.)
  - Анж Питу (Ange Pitou, 1851 г.)
  - Графиня Дьо Шарни (La Comtesse de Charny, 1853-1855 г.)
- Черното лале (La Tulipe noire, 1850 г.)
- Крадци на злато (след 1857 г.): пиеса, загубена до 2004 г.
- Рицарят на Сен Жермен (Le Chevalier de Sainte-Hermine, 1869 г.): последната творба на автора, незавършена и публикувана в наши дни с край написан от Клод Шоп.

### Пиеси
Въпреки че е известен основно като романист, Дюма жъне първите си успехи като драматург. Най-известната му пиеса е „Антони“ (1831 г.), която се счита за първата неисторическа романтична драма.

### Публицистика
Дюма е плодовит автор и на документални и исторически статии, книги и есета.
Едно от най-известните му нехудожествени произведения е „Grand dictionnaire de cuisine“ („Голяма готварска енциклопедия“). Тя е публикувана след смъртта му, през 1873 г. Това е комбинация от енциклопедия и готварска книга. Самият Дюма е както епикуреец, така и експерт готвач. Съкратена версия под заглавието „Petit dictionnaire de cuisine“ („Малка готварска енциклопедия“) е публикувана през 1882 г.
Освен това Дюма е автор на следните пътеписи:
- Impressions de voyage: En Suisse (Пътнически впечатления: В Швейцария, 1834 г.)
- Une Année à Florence (Една година във Флоренция , 1841 г.)
- De Paris à Cadix (От Париж до Кадис , 1847 г.)
- Le Caucase (Кавказ, 1859 г.)
- Impressions de voyage: En Russie (Пътнически впечатления: В Русия . 1860 г.).

## Посмъртно
Първоначално Дюма е погребан в родното си място. На 30 ноември 2002 г. със заповед на президента на Франция Жак Ширак, тялото на писателя е ексхумирано и с пищна церемония и държавни почести е преместено в Пантеона в Париж – голям мавзолей за велики французи.
Дюма остава най-четеният и продаван френски автор. Неговите произведения са вдъхновили над 200 филма.
Домът на Дюма – Шато „Монте Кристо“ – е реставриран и отворен за почитателите.